# Garstadt

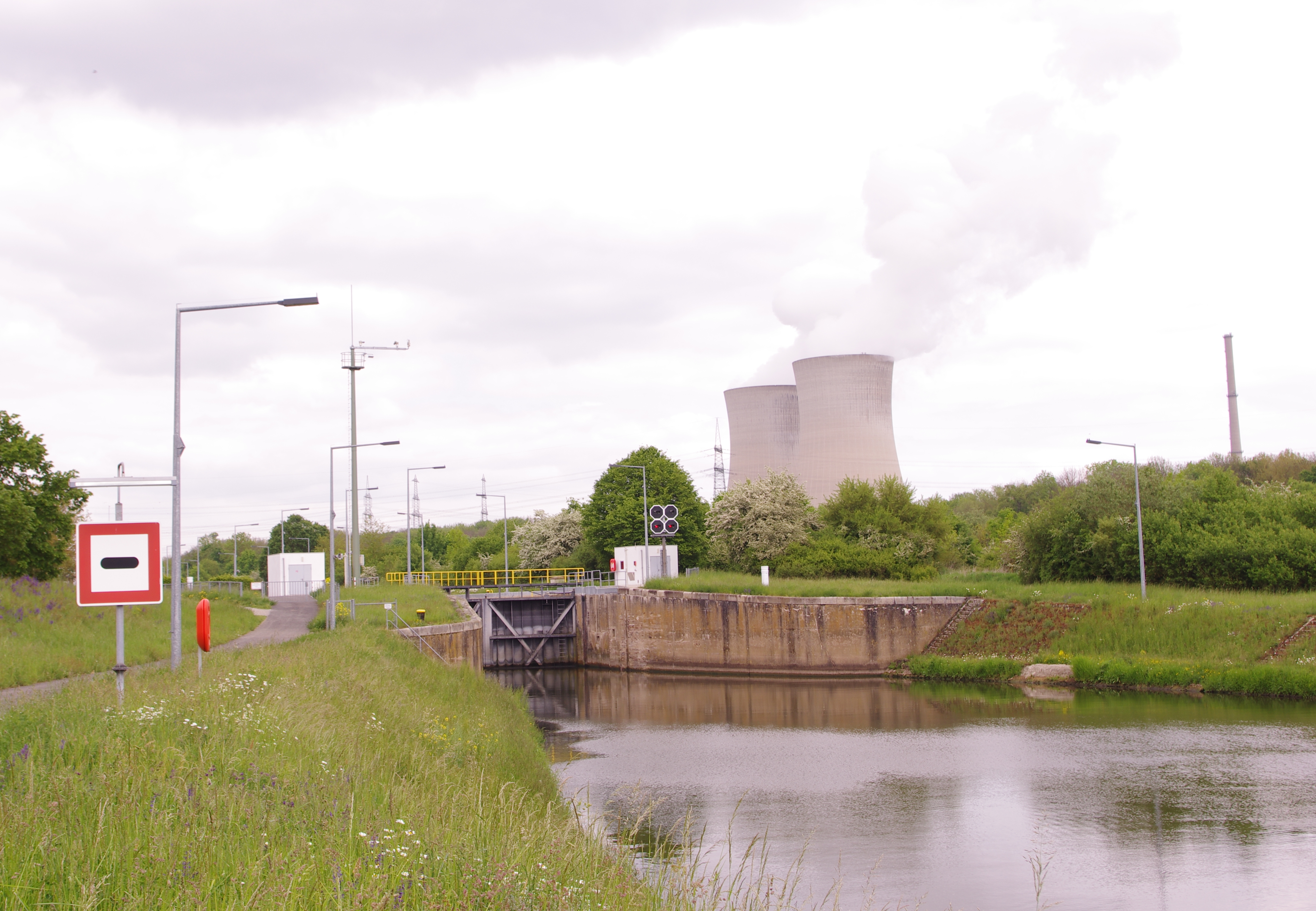
Schleuse Garstadt mit den Kühltürmen des 2015 stillgelegten Kernkraftwerks Grafenrheinfeld

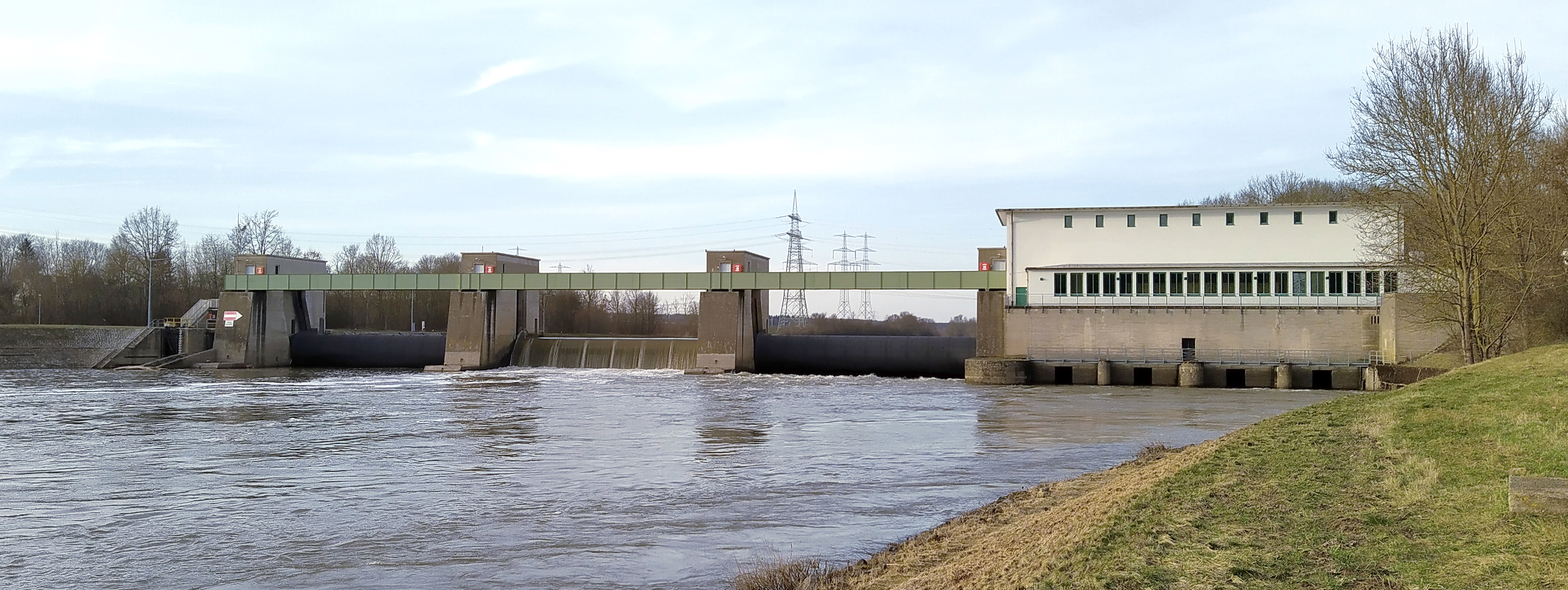
Laufwasserkraftwerk Garstadt

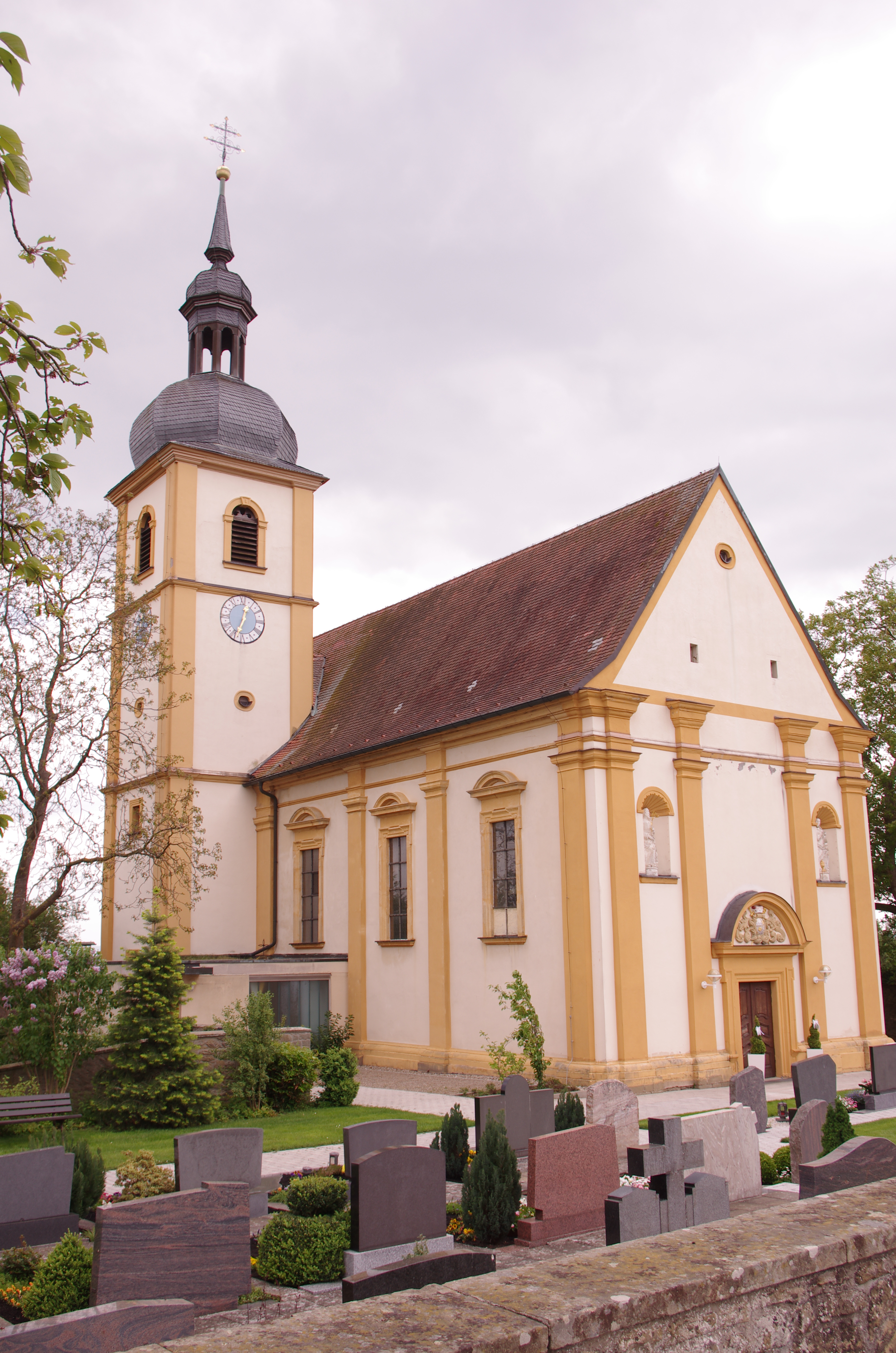
Die Kirche St. Michael vor dem Friedhof

Garstadt (unterfränkisch: Gorscht) ist ein Gemeindeteil der Gemeinde Bergrheinfeld im unterfränkischen Landkreis Schweinfurt in Bayern.

## Geografische Lage
Das Kirchdorf liegt im äußersten Süden des Bergrheinfelder Gemeindegebietes am Main. Mit dem Hauptort der Gemeinde ist Garstadt über die in nördliche Richtung verlaufende Staatsstraße 2270 verbunden.
Südöstlich erheben sich auf der anderen Mainseite die Kühltürme des 2015 stillgelegten Kernkraftwerks Grafenrheinfeld, die gleichnamige Gemeinde liegt in einiger Entfernung. Im Osten liegt Heidenfeld, ein Ortsteil von Röthlein. Auf der gleichen Mainseite liegt südwestlich Waigolshausen-Hergolshausen, Werneck-Ettleben liegt westlich.
In der Gemarkung von Garstadt befindet sich das Vogelschutzgebiet Garstadt, ein weitläufiges Naturschutzgebiet. Seine Fläche wurde im Jahr 2001 maßgeblich  erweitert. Das Naturschutzgebiet Garstadter Holz befindet sich in der Nähe des Ortes.

## Geschichte
Seit dem Paläolithikum war das Gebiet um Garstadt, insbesondere wegen der fruchtbaren Böden, des Flusses und der vielen Seen zumindest zeitweise dauerhaft besiedelt. Erstmals urkundlich fassbar wurde das Dorf erst im Jahr 1094. Damals übergab das Grafenpaar Bodo und Judith von Kärnten seine Besitzungen dem Kloster Theres bei Haßfurt. Unter den Gütern war auch „Garnestadt“. Der Ortsname kann wohl von einem gewissen Garwin hergeleitet werden, der in fränkischer Zeit dort residierte.
Im Mittelalter blieb die Dorfherrschaft Garstadts zersplittert. Vor allem Klöster aus der Umgebung konnten Besitzungen und Rechte geltend machen, vor allem die Zisterzienser von Ebrach, die Zisterzienserinnen von Mariaburghausen und Heiligenthal, die Benediktiner von Theres und die Chorherren aus dem benachbarten Heidenfeld. Zugleich hielten auch fränkische Rittergeschlechter, wie die Herren von Spechtshard und die Steinau Besitzungen.
In Garstadt gab es im Mittelalter ein Schloss, von dem keine Überreste mehr sichtbar sind. Der befestigte Herrensitz ist nur durch untertägige Reste gesichert. Bis zum Ende des Alten Reiches wurde der Würzburger Fürstbischof Grundherr von Garstadt, er war auch Inhaber der niederen und der hohen Gerichtsbarkeit. Mit der Säkularisation wurde Garstadt bayerisch und Teil des Landgerichts Werneck. Am 1. Juli 1971 beendete die Gemeindegebietsreform die jahrhundertelange Unabhängigkeit des Dorfes.
Der Main wurde im Raum Bergrheinfeld ab den 1950er Jahren zur Rhein-Main-Donau-Großschifffahrtsstraße ausgebaut. 1953 wurde die Staustufe Garstadt errichtet, an der sich ein Laufwasserkraftwerk und eine Schleuse befindet.

## Sehenswürdigkeiten
Den Mittelpunkt des Dorfes bildet die katholische Pfarrkirche St. Michael. Sie steht auf einem Hügel oberhalb des Dorfes, wo sich auch der befestigte Fronhof des Mittelalters befand. Die Kirche wurde im Jahr 1694 im Stile des Würzburger Baumeisters Antonio Petrini erbaut. Das Portal des Gotteshauses bekrönt ein Wappen des Würzburger Bischofs Johann Gottfried von Guttenberg. Im Inneren befinden sich mehrere Altäre aus der Erbauungszeit, die Kanzel stammt aus der Zeit um 1700.
Das Gasthaus „Zum Schiff“ wurde im 17. Jahrhundert gebaut und ist mit einem Treppengiebel verziert. In und um Garstadt haben sich mehrere Bildstöcke und Kleindenkmäler erhalten, die typisch für katholische Ortschaften in Franken sind. Die meisten dieser Denkmäler wurden im 18. Jahrhundert gestaltet. So entstand im Jahr 1756 eine große Immaculata auf der Erdkugel, die sich heute, farbig gefasst, in der Dorfstraße 47 befindet.
In den 1990er Jahren errichtete die Gemeinde eine kleine, der Heiligen Familie geweihte Kapelle in einem aufgelassenen Steinbruch. Um Garstadt wird noch heute Weinbau betrieben, der Wein ist seit dem Jahr 1248 im Ort nachgewiesen.

## Persönlichkeiten
- Gottfried Hart (* 1902 in Garstadt; † 1987 in Haßfurt), Unternehmer und Politiker, Mitglied der Verfassungsgebenden Versammlung Bayerns